# Ratio precio-valor contable
La ratio precio-valor contable, o ratio P/VC, es una ratio financiera usada para comparar el precio de mercado actual de una empresa con su valor contable. El cálculo puede realizarse de dos maneras, pero el resultado debe ser el mismo de las dos formas. En la primera manera, la capitalización bursátil de la empresa puede ser dividida por el valor contable total de la empresa en su balance general. La segunda manera, usando valores por acción, es dividir el precio actual de la acción de la empresa por el valor contable por acción (esto es su valor contable dividido por el número de acciones en circulación).
- Datos: Q1358047